# سدبة (حورة)
'

تعديل مصدري - تعديل

سدبة هي إحدى قرى عزلة حوره بمديرية حورة التابعة لمحافظة حضرموت، بلغ تعداد سكانها 186 نسمة حسب تعداد اليمن لعام 2004.